# Wola Bartatowska
Wola Bartatowska (ukr. Воля-Бартатівська, Wola-Bartatiwśka) – wieś na Ukrainie w rejonie lwowskim (wcześniej w rejonie gródeckim) należącym do obwodu lwowskiego.